# Зилоти (Солун)
 Тази статия е за фракцията в Солун.  За движението в Юдея вижте Зилоти.  
Зилотите (на средногръцки: Ζηλωταί) са антиаристократическа политическа групировка в град Солун, Византийската империя, през XIV век. През 1342 година те оглавяват движение за автономия на Солун и завземат властта в града. През 1349 година движението на зилотите е потушено от византийския император Йоан VI Кантакузин с помощта на селджуците, при активната поддръжка на Православната църква и особено светогорските монаси-исихасти. Трудно е да се определи дали зилотите са предвиждали програма за социална реформа. Съществува вероятност тъй като градът е бил в нестихващо състояние на обсада, в него да се е развило чувство за егалитарно общество.

## Предпоставки
В началото на XIV век във Византия започва период на упадък. Две кръвопролитни граждански войни, в които участват практически всички слоеве на населението, довеждат империята до упадък, а страданията на широките селски маси и граждани стават непоносими. Както в града, така и в селата почти всички блага са съсредоточени в ръцете на едрата аристокрация, против която е насочен гнева на масите. Лидер на аристокрацията по това време е Йоан VI Кантакузин.

## История
За съвременниците зилотите, особено симпатизиращи на политическите им противници, оставят малко информация за управлението им в Солун. Зилотите създават ефективна система на гражданско самоуправление, която просъществувала осем години. При тях имуществото на аристократите е конфискувано и преразпределено. Предполага се, че са въведени равни права за всички граждани.